# 赫恩敦 (喬治亞州)
赫恩敦（英語：Herndon）是位於美國喬治亞州詹金斯縣的一個非建制地區。該地的面積和人口皆未知。

## 地理
赫恩敦的座標為32°49′14″N 82°07′45″W / 32.82056°N 82.12917°W，而該地的平均海拔高度為53米（即147英尺）。